# ブリーゼタワー
ブリーゼタワー（英語: BREEZÉ TOWER）は、大阪市北区梅田2丁目（オオサカガーデンシティ）にあるビジネスオフィス、商業施設、多目的劇場が併設する超高層ビルである。
フジサンケイグループのサンケイビルが運営している。

## 概要
JR大阪駅にほど近い、旧大阪サンケイビルと旧島津ビルの敷地を併せた再開発計画「西梅田プロジェクト」により、建てられた超高層ビルである。計画地は半世紀にわたり人々に親しまれたサンケイホールの跡地であり、戦後の大阪の経済・文化を見守ってきた場所であることから、再開発に当たってはこの歴史を踏まえ、都市再生への貢献を開発の基本的な考え方とし、これらを実現することで都市再生特区の適用を受け、容積率1,500%、高さ170m超のオフィス・商業・ホール・カンファレンスの用途からなる複合高層タワーが実現した。
設計者の選定に当たり、フジテレビ時代にプロデューサーを務めたサンケイビルの中本逸郎社長（当時）はデザイン性を重視。三菱地所設計に設計・監理を任せ、海外の建築家からデザインアーキテクトを起用することにし、最終4候補から、環境建築で知られるドイツの建築家、クリストフ・インゲンホーフェンを選んだ。
インゲンホーフェンは不整形な敷地で、境界線から後退して建物を配置。周囲をオープンスペースとして計画した。さらにJR大阪駅側から国道2号へと至る南北の通り抜けを可能にし、人の流れの活性化を図った。また環境に優しい「グリーンビルディング」を提案。ビルの東西にコアを配置することで日射熱を最小に抑え、南北にダブルスキンファザードと自然換気システムを配置した。自然換気は、オフィス階に1.8m間隔で設置した換気窓を執務者が任意に開けて外気を取り込む形で行う。夏季と冬季を除く年間のほぼ半分は、換気窓を開けられる見通し。
景観照明は石井幹子デザイン事務所、ホール設計はKAJIMA DESIGN、施工は鹿島建設が担当した。総事業費約270億円。

### 大阪サンケイビル
前身は、1952年（昭和27年）に竣工した産経新聞大阪本社の社屋「産経会館」であり、これがのちの「大阪サンケイビル」となった。同ビルは産経新聞の社屋のほか、ラジオ大阪本社・スタジオ（1993年に港区のORC200に移転）、コンサートや演劇に幅広く使われた「サンケイホール」も併設していた。
その後、施設の老朽化が進んだことで、サンケイビルが大阪市から期限付きで借りた湊町の土地に建設した「難波サンケイビル」に産経新聞大阪本社を移転させ、旧島津ビル敷地と併せて再開発を進めることになった。

## 由来
建物名称「BREEZÉ」は、ダブルスキンファサードを採用し、外部の風速に影響されず室内に流れ込む風量を一定に制御する風量調節弁と各階の空調機と連動する換気扉によって、「そよ風＝breeze」を感じる自然換気が行われることに由来する。

## 沿革
- 2004年（平成16年）
  - 4月 - 基本設計を開始[7]。
  - 4月27日 - サンケイビルが西梅田プロジェクトをプレスリリース[8]。
  - 11月 - 基本設計が完了し、実施設計を開始[7]。
- 2005年（平成17年）
  - 3月 - 実施設計が完了[7]。
  - 8月8日 - 大阪サンケイビルの解体着工。
- 2006年（平成18年）3月15日 - 西梅田プロジェクトタワーの起工式を執り行い、着工[9]。
- 2007年（平成19年）
  - 7月25日 - 西梅田プロジェクトタワーの名称を「ブリーゼタワー」と発表[10]。
  - 7月31日 - 上棟式を執行（約100人が出席）[11]。
- 2008年（平成20年）
  - 4月1日 - ブリーゼアーツを設立[12]。
  - 7月31日 - 完成。
  - 8月1日 - オフィスゾーンが開業。
  - 8月5日 - 竣工式を執行し、開業[13]。
  - 10月3日 - 商業ゾーン「BREEZÉ BREEZÉ」がグランドオープン[14]。
  - 11月15日 - 「サンケイホールブリーゼ」がオープン。

## 構成
| 地下1 - 地上6階 | - | BREEZÉ BREEZÉ                                                    |
| 地上7 - 8階     | - | サンケイホールブリーゼ、ブリーゼプラザ（7階小ホール、8階会議室） |
| 地上10 - 32階   | - | ブリーゼタワー（オフィスゾーン）                                 |
| 地上33階        | - | BREEZÉ BREEZÉ                                                    |

### BREEZÉ BREEZÉ
地下1階から地上6階および33階の計8フロアから構成される、サンケイビルにとって初挑戦となった商業施設。総店舗面積は約10,000m2。
シンボルマークは、BREEZÉの「B」をモチーフに「風のなかで軽やかに踊る人」を表現している。デザインは、「自分らしく生きる女性」のイメージとエンターテインメントを象徴している。また、1階の吹き抜け部分には施設のコンセプト「『驚き』こそ最高のおもてなし」を体現し、コンピューター制御で手を上げるなどの動作ができるキャラクター「ブリCH（）」（全長12メートル）が設置されている。世界最大のマリオネットとして、ギネス・ワールド・レコーズに申請中である。
商業スペースには、物販43店、飲食18店の計61店舗（うち30店は大阪初出店）が営業している。

### サンケイホールブリーゼ
閉館した大阪サンケイホールを引き継ぐ劇場として、7階・8階にオープンした劇場。優良ホール100選に選ばれている。客席数は912席。
ホール内部は、「ブラックボックス」と称される漆黒の空間になっており、壁、椅子、背もたれ、手すりなども全てが黒に統一されている。
劇場に関わる興行の企画制作、賃貸営業、保守管理の運営業務は、ブリーゼアーツ（サンケイビル100%出資）が行っている。

### ブリーゼプラザ
7階・8階に位置する多目的ホールと、5つのカンファレンスルームから構成される貸会議室施設。最新のAVシステムにより、音響・映像・インターネットなどを駆使した効果的なプレゼンテーションが行える。
8階には屋上庭園があり、ウィンドウ越しに庭園を眺めることができる。セミナー、イベントをはじめ、展示会やパーティなど、様々なビジネスユースに対応している。

### ブリーゼタワー オフィスゾーン
10階から32階にあるオフィスフロアは、商業施設「BREEZÉ BREEZÉ」、劇場「サンケイホールブリーゼ」に先駆けて、2008年（平成20年）8月1日にオープンした。大阪・西梅田のビジネス街に位置するランドマークタワーとして、安心・安全・快適さ、環境に配慮された次世代オフィスタワーである。全テナント向けのセキュリティゲートをエントランスに設置しており、ビル関係者以外は立ち入ることができない。
主な入居企業は、バイエル薬品、日本ハム、横河電機、全日本空輸、アディーレ法律事務所のほか、フジテレビやフジテレビ系列局、フジサンケイグループに属する企業などが入り、当地にあった産経新聞大阪本社も「梅田オフィス」を置いている。

## アクセス
- 地下鉄四つ橋線 西梅田駅 - 徒歩1分
- JR東西線 北新地駅 - 徒歩2分
- 阪神本線 梅田駅 - 徒歩3分
- JR 大阪駅 - 徒歩5分
- 地下鉄御堂筋線 梅田駅 - 徒歩5分

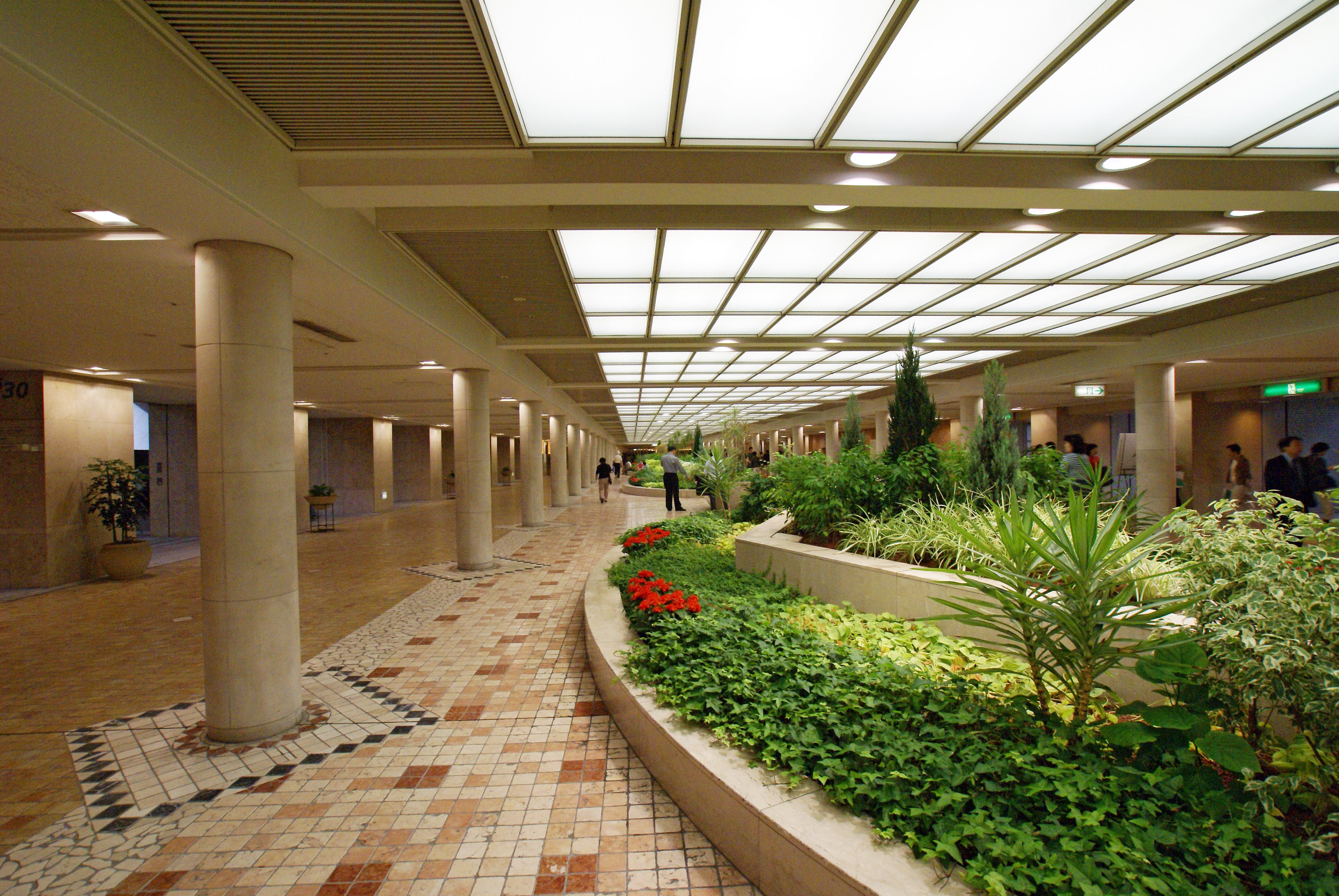
ガーデンアベニュー
（2007年6月6日撮影）

- UMEGLE-BUS（うめぐるバス） 西梅田バス停すぐ
- オオサカガーデンシティの地下通路「ガーデンアベニュー」と直結しており、各駅から地上に出ることなくブリーゼタワーへ入館できる。

## 補足
- 構造形式：[地上]鉄骨構造（S造）[地下]鉄骨鉄筋コンクリート構造（SRC造）
- 敷地面積：5,291.89m2
- 建築面積：3,621.29m2
- 容積対象面積：79,358.50m2
- 基準階床面積：約400坪
- 基準階天井高：2,800mm
- 床積載荷重：500kg/m2
- 電機設備
  - 受電方式：22kV 3回線受電（スポットネットワーク方式）
  - 配電方式：6.6kV 2回線配電コンセント容量 60VA/m2
- 空調方式
  - 冷熱源：電動ターボ冷凍機＋ガス焚き吸収冷温水発生機＋氷蓄熱システム
  - 温熱源：ガス焚き吸収式冷温水発生機＋ガス焚き真空ヒータ